# Alsóberecki
Alsóberecki (vyslovováno [alšóberecki], slovensky Nižné Berecky) je vesnice v Maďarsku v župě Borsod-Abaúj-Zemplén, spadající pod okres Sátoraljaújhely. Do roku 2013 patřila do okresu Bodrogköz, poté ale byla přeřazena pod okres Sátoraljaújhely. Nachází se asi 2 km od hranice se Slovenskem a asi 5 km jihovýchodně od Sátoraljaújhely. V roce 2015 zde žilo 705 obyvatel, jež dle údajů z roku 2001 tvořili 97 % Maďaři, 3 % Romové a jeden obyvatel byl slovenské národnosti.
Alsóberecki leží u řeky Bodrog. Sousedními vesnicemi jsou Bodroghalom, Felsőberecki, Karos a Vajdácska, sousedním městem Sátoraljaújhely.